# إف سيكيور
برنامج الحماية إف-سيكيور (F.SECURE) شركة «إف-سيكيور» هي شركة متخصصة في الحماية والخصوصية الإكترونية نشأت عام 1988م في هلسنكي، فنلندا. توزعت مكاتب هذه الشركة في أكثر من عشرين دولة، ولها حضور في أكثر من مئة دولة. مع عمليات المختبر الأمني في هلسنكي، فنلندا وفي كوالا لمبور، ماليزيا. ومن خلال أكثر من 200 شريك للمشغلين عالمياً، ملايين من الناس أصبحت تستخدم إف-سيكيور من جميع انحاء العالم.
إف-سيكيور أو كما كانت تدعى سابقاً داتا-فيلوز أنشأها بيتري آلاس وريسترو سيلازما في عام 1988م.
آطلق برنامج إف-سيكيور أول منتج مكافح للفيروسات لنظام التشغيل ويندوز، في عام 1994م. داتا فيلوز أصبحت إف-سيكيور في نهاية العام 1999م. إف-سيكيوركانت أول شركة طورت تقنية مكافحة الجذور الخفية (anti-rootkit) واسمتها بالضوء الأسود.
في يوليو 2009 اشترت إف-سيكيور ستيك، شركة فرنسية متخصصة في تخزين الملفات على الإنترنت وخدمات النسخ الاحتياطي للمستهلكين.
شركة إف-سيكيور تلقت جائزة في عام 2010، زعماً بأنها تلقت أقل انذارات كاذبة. هذا ماجعل إف-سيكيور في المقدمة وأفضل من كثير من الشركات الأخرى.

## وصلات خارجية
- https://twitter.com/fsecure
- F-Secure
- https://www.f-secure.com/en/welcome